# Tortured
Tortured (br: Torturado) é um filme de ação/suspense lançado em 2008, estrelado por Cole Hauser, Laurence Fishburne e James Cromwell.

## Sinopse
Jimmy Vaughn (Cole Hauser) é contratado pelo misterioso e "invisível" chefe do crime Ziggy para obter uma confissão do seu contador por meio de tortura. Jimmy ainda tem bem fresco em sua memória o brutal ritual de iniciação que foi submetido para fazer parte do grupo de Ziggy e isso fica muito claro nas sessões de tortura do contador. Mas Jimmy na verdade não é quem ele aparenta ser - na verdade é um agente infiltrado com laços familiares com a diretoria do FBI. Sua missão é simples: descobrir a identidade de Ziggy antes que este se infiltre no FBI e acabe com seus desafetos. Mas até que ponto se deve ir sem comprometer sua integridade física e moral?

## Elenco
- Cole Hauser .... Agente Kevin Cole/Jimmy Vaughn
- Laurence Fishburne .... Archie Green
- James Cromwell .... Jack Cole
- Emmanuelle Chriqui .... Becky
- Jon Cryer .... Agente Brian
- Kevin Pollak .... Psiquiatra do FBI
- James Denton .... Murphy
- Paul Perri .... Emmet Gnoww
- Robert LaSardo .... Mo
- Patrick Sabongui .... Gerente do Café do Shopping
- Ziggy .... Voz de Ziggy